# Luzia (fosil)
Luzia (portugalska izgovorjava: [luˈzi.ɐ]) je ime za okostje paleoindijanke iz obdobja zgornjega paleolitika, ki so ga našli v jami v Braziliji. 11.500 let staro okostje je leta 1974 v jami na arheološkem najdišču Lapa Vermelha v Pedru Leopoldu v regiji Veliki Belo Horizonte v Braziliji našla arheologinja Annette Laming-Emperaire.
Vzdevek Luzia je bil izbran v poklon fosilu avstralopiteka Lucy. Fosil je bil shranjen v Brazilskem narodnem muzeju, kjer je bil prikazan javnosti, dokler ni bil uničen med požarom, ki je uničil muzej 2. septembra 2018. 19. oktobra 2018 je bilo objavljeno, da so večino Luziinih posmrtnih ostankov identificirali iz ruševin muzeja, kar jim je omogočilo obnovitev dela njenega okostja.

## Zgodovina

### 20. stoletje
Luzia je bila prvotno odkrita leta 1974 v skalnem zavetju s strani skupne francosko-brazilske odprave, ki je delovala nedaleč od Belo Horizonteja v Braziliji. Posmrtni ostanki niso bili artikulirani. Lobanja, ki je bila ločena od preostalega okostja, a je bila v presenetljivo dobrem stanju, je bila pokopana pod več kot 12 metrov mineralnih usedlin in ruševin. Na mestu ni bilo drugih človeških ostankov.

### 21. stoletje
Leta 2013 je testiranje oglja, pridobljenega iz plasti z Luziinimi kostmi, datiralo ostanke v starost 10.030 ± 60 14C let pred našim štetjem (11.243–11.710 pred sedanjostjo). Luzia je eno najstarejših ameriških človeških okostij, ki so jih kdaj odkrili. Forenziki so ugotovili, da je Luzia umrla v svojih zgodnjih 20-ih. Čeprav so v bližini našli orodja iz kremena, so bili njeni edini človeški ostanki, najdeni v jami Vermelha.
Po besedah uradnikov naj bi bil fosil Luzije uničen, ko je pogorel Narodni muzej, vendar so gasilci kasneje odkrili človeško lobanjo v požganem muzeju. 19. oktobra 2018 je bilo objavljeno, da je bila lobanja Luzia res najdena, vendar v razdrobljenem stanju. 80 % fragmentov je bilo identificiranih kot del čelne (čelo in nos), strani, kosti, ki so bolj odporne, in fragment njene stegnenice, ki je prav tako pripadal fosilu in je bil shranjen. Našli so tudi del škatle, v kateri je bila Luziina lobanja. Ponovno sestavljanje kosti še ni bilo izvedeno.

## Fenotipska analiza in genotip
Njene poteze obraza so vključevale ozko, ovalno lobanjo, štrleči obraz in izrazito kitajščino, presenetljivo drugačno od večine ameriških staroselcev in njihovih avtohtonih sibirskih prednikov. Antropologi so različno opisovali Luziine poteze kot podobne tistim avtohtonih Avstralcev, Melanezijcev in Negritov iz jugovzhodne Azije. Walter Neves, antropolog z Univerze v São Paulu, je predlagal, da Luziine značilnosti najbolj spominjajo na značilnosti avstralskih staroselcev.
Neves in drugi brazilski antropologi so teoretizirali, da so Luziini paleoindijski predhodniki živeli v jugovzhodni Aziji več deset tisoč let po selitvi iz Afrike in začeli prihajati v Novi svet že pred 15.000 leti. Najstarejši potrjen datum za arheozit v Ameriki je 18.500 in 14.500 pred sedanjostjo za najdišče Monte Verde v južnem Čilu. Nekateri antropologi so domnevali, da se je prebivalstvo iz obalne vzhodne Azije selilo v čolnih vzdolž verige Kurilskih otokov, Beringove obale in navzdol ob zahodni obali Amerik med zatonom zadnjega ledeniškega maksimuma. Leta 1998 sta Neves in arheolog André Prous preučila in datirala 11.400 let lobanje Luzie, potem ko sta jo poimenovala.
Nevesove zaključke je izpodbijala raziskava, ki so jo izvedli antropologi Rolando González-José, Frank Williams in William Armelagos, ki so v svojih študijah pokazali, da je kraniofacialna variabilnost lahko le posledica genetskega odnašanja in drugih dejavnikov, ki vplivajo na kraniofacialno plastičnost pri Indijancih.
Primerjava osebkov Lagoa Santa iz leta 2005 s sodobnimi Aimoréji iz iste regije je prav tako pokazala močne sorodnosti, zaradi česar je Neves Aimoréje uvrstil med paleoindijance.
Raziskovalci so lobanjo Luzie poustvarili s 3D-tiskalniki s pomočjo študij, ki so jih v laboratoriju Nacionalnega inštituta za tehnologijo (INT) povzeli magistrski in doktorski študenti Zvezne univerze v Riu de Janeiru.
Novembra 2018 so znanstveniki Univerze v Sao Paulu in Univerze Harvard objavili študijo, ki je v nasprotju z domnevnim avstralo-melanezijskim poreklom Luzie. Z uporabo sekvenciranja DNK so rezultati pokazali, da je bila Luzia genetsko v celoti Amerindijanka. Objavljeno je bilo v članku v reviji Cell (8. november 2018).  članek v reviji Science iz pridružene skupine je prav tako poročal o novih ugotovitvah o fosilni DNK prvih migrantov v Ameriki.
Ostanki Lagoa Santa z mesta v bližini ostankov Luzie vsebujejo DNK, ki velja za indijanskega. Dva posameznika Lagoa Santa nosita isto haploskupino mtDNA (D4h3a), ki jo nosijo tudi starejši 12.000+ ostanki Anzick-1, najdeni v Montani, haploskupina mtDNA A2, B2, C1d1 in trije posamezniki Lagoa Santa nosijo isto haploskupino kromosoma Y Q1b1a1a1- M848, kot ga najdemo v genomu Spirit Cave v Nevadi. Doprsni kip Luzije z avstralo-melanezijskimi potezami je bil ustvarjen leta 1999. André Strauss z inštituta Max Planck, eden od avtorjev članka v Journal Science, je komentiral: »Vendar oblika lobanje ni zanesljiv pokazatelj prednikov ali geografskega izvora. Genetika je najboljša osnova za to vrsto sklepanja«, je pojasnil Strauss. »Genetski rezultati nove študije kategorično kažejo, da ni bilo nobene pomembne povezave med ljudstvom Lagoa Santa in skupinami iz Afrike ali Avstralije. Torej je bila hipoteza, da je ljudstvo Luzie izhajalo iz migracijskega vala pred predniki današnjih Amerindijancev, ovržena. Ravno nasprotno, DNK kaže, da je bilo Luziino ljudstvo v celoti Amerindijansko.«

## Antropometrija
Luzia je bila visoka malo manj kot 1,5 m; približno eno tretjino njenega okostja so našli. Zdi se, da njeni ostanki kažejo, da je umrla, ko je bila stara približno 20 let, bodisi v nesreči bodisi zaradi napada živali. Bila je članica skupine lovcev in nabiralcev.